# Gotthilf Kächele
Gotthilf Kächele (* 12. Juni 1888 in Hülben; † 24. August 1969 in Stuttgart) war ein württembergischer Bäckermeister und Politiker.

## Beruf
Nach der Schule lernte Gotthilf Kächele Bäcker. Er arbeitete als Bäckermeister, zuletzt als Bäckerobermeister in Stuttgart. Von 1934 bis 1939 war Kächele Leiter des Revisionsverbandes gewerblicher Genossenschaften in Württemberg e. V., danach bis 1968 Direktor des Württembergischen Genossenschaftsverbandes (Schulze-Delitzsch) e. V. in Stuttgart.
Daneben hatte er zahlreiche weitere Ehrenämter. So war er von 1933 bis 1945 und von 1953 bis 1969 Vorsitzender des Landesverbands Württembergischer Haus- und Grundeigentümer e. V., seit 1953 Vorsitzender des Verwaltungsrats der Stuttgarter Hausverwaltungs-GmbH. Von 1943 bis 1966 war Kächele Mitglied des Aufsichtsrats der Zentralkasse Württembergischer Volksbanken eGmbH in Stuttgart. Nach 1945 bis Juni 1969 Vorsitzender danach Ehrenvorsitzender des Aufsichtsrats der Stuttgarter Bank. Seit 1959 saß er im Aufsichtsrat der Technischen Werke der Stadt Stuttgart (TWS) und seit 1962 der Stuttgarter Straßenbahn-Betriebe (SSB).

## Politik
Kächele gehörte der Deutschnationalen Volkspartei an. Von 1926 bis 1933 war er Mitglied des Gemeinderats der Stadt Stuttgart. Kächele wurde am 5. März 1933 als Abgeordneter für die DNVP/Kampffront Schwarz-Weiß-Rot in den fünften Landtag des freien Volksstaates Württemberg gewählt. Dieser 5. Landtag trat nur ein einziges Mal zusammen. Am 8. Juni 1933 wurde bei Stimmenthaltung der SPD ein „Ermächtigungsgesetz“ für Württemberg verabschiedet.
1953 war er maßgeblich an der Gründung der „Unabhängigen Bürgerliste/Freie Wählervereinigung“ in Stuttgart beteiligt und von 1953 bis zu seinem Tod deren Fraktionsvorsitzender im Gemeinderat der Stadt Stuttgart.

## Familie
Gotthilf Kächele war der Sohn des Schultheißen Matthäus Kächele (1851–1912) in Hülben und der Sofie Schwenkel (1850–1918). Er hatte zehn Geschwister, von denen drei früh starben.

## Ehrungen
- Ehrenmitglied des Landesinnungsverbands für das Württembergische Bäckerhandwerk
- Ehrenvorstand der BÄKO-Landeszentrale in Stuttgart
- Ehrenobermeister der Bäckerinnung Stuttgart
- Schulze-Delitsch-Verdienstmedaille in Gold
- 1963 Bundesverdienstkreuz 1. Klasse